# Tomopleura bellardii
Tomopleura bellardii é uma espécie de gastrópode do gênero Tomopleura, pertencente a família Borsoniidae.